# Жуков, Пётр Фёдорович
Пётр Фёдорович Жуков (1736—1782) — известный деятель русской культуры XVIII века, просвещённый чиновник, коллежский советник. Председатель Петербургского губернского магистрата; библиофил, книжное собрание которого стало основой Библиотеки Петербургского университета.
Похоронен на Лазаревском кладбище Свято-Троицкой Александро-Невской Лавры в Санкт-Петербурге (надгробный памятник утрачен).

## История книжного собрания П. Ф. Жукова
Пётр Фёдорович Жуков и его книжное собрание были широко известны в просвещённых кругах русского общества XVIII века. П. Ф. Жуков собирал преимущественно исторические и географические сочинения.
Обладая энциклопедическими знаниями, он становится почётным членом образованного при Московском университете «Вольного российского собрания», первого научного исторического общества в России.
Многие известные люди дарили ему свои книги. Например, М. В. Ломоносов подарил ему «Первыя основания металлургии, или рудных дел» (СПб., 1763), а поэт И. Ф. Богданович свой поэтический сборник «Лира, или Собрание разных в стихах сочинений и переводов, некотораго муз любителя» (СПб., 1773). По обычаю того времени П. Ф. Жуков сам отмечает в полученной книге акт дарения. Владельческие записи позволили выявить не только историю самой библиотеки П. Ф. Жукова, но и некоторые важные моменты биографии владельца.
После смерти П. Ф. Жукова в 1782 году его библиофильская коллекция, включавшая 1062 тома, была приобретена императрицей Екатериной II для нужд просвещения, после чего передана в Комиссию об учреждении народных училищ.
13 декабря 1783 года в Петербурге, на Васильевском острове, произошло открытие Главного народного училища и Учительской семинарии при нём, куда и было передано собрание П. Ф. Жукова. Именно эта дата и считается началом библиотеки Учительской семинарии, одного из первых специальных педагогических учебных заведений в России. Впоследствии библиотека разрослась и превратилась в Научную библиотеку СПбГУ — одну из самых старых библиотек Санкт-Петербурга и России.
До настоящего времени дошло примерно две трети первоначального собрания книг П. Ф. Жукова на русском и французском языках. Каталог книжного собрания П. Ф. Жукова был выпущен университетским издательством в 1980 году.